# Mount Skinner
Mount Skinner är ett berg i Antarktis. Det ligger i Västantarktis. Nya Zeeland gör anspråk på området. Toppen på Mount Skinner är 1 093 meter över havet, eller 374 meter över den omgivande terrängen. Bredden vid basen är 3,3 km.
Terrängen runt Mount Skinner är kuperad norrut, men söderut är den bergig. Trakten är obefolkad. Det finns inga samhällen i närheten. 